# Kaplica cmentarna w Chorzowie
Kaplica cmentarna w Chorzowie – kaplica cmentarna z 1898 roku w Chorzowie, wpisana do rejestru zabytków nieruchomych województwa śląskiego.
Została wybudowana w stylu neogotyckim według projektu Ludwiga Schneidera na cmentarzu parafii św. Jadwigi Śląskiej w Chorzowie; poza swą pierwotną funkcją była wykorzystywana jako kostnica oraz jako sala koncertowa.

## Historia
Kaplica została wzniesiona w 1898 roku według projektu Ludwiga Schneidera przez Franciszka Wieczorka z Królewskiej Huty, znajduje się na największej chorzowskiej nekropolii, tj. na cmentarzu parafialnym parafii św. Jadwigi Śląskiej, przy ul. Michała Drzymały i ul. Cmentarnej założonym w 1889 roku (w tymże roku zakupiono grunt pod cmentarz). Grzebani są na niej m.in. zmarli, którzy należeli do chorzowskich parafii: św. Antoniego z Padwy, św. Franciszka z Asyżu, św. Jadwigi Śląskiej, św. Wawrzyńca. Około 1915 roku dzwon z kaplicy cmentarnej został zarekwirowany na cele wojenne aby posłużyć jako materiał do produkcji broni. Podczas II wojny światowej kaplica była wykorzystywana jako kostnica. 16 października 1999 roku z inicjatywy Stowarzyszenia Miłośników Chorzowa im. Juliusza Ligonia na ścianie kaplicy odsłonięto tablicę upamiętniającą chorzowskiego rzeźbiarza Rainholda Tomasza Domina, autorem płaskorzeźbionego epitafium jest Gerard Grzywaczyk. 13 października 2001 roku z inicjatywy Stowarzyszenia Miłośników Chorzowa im. Juliusza Ligonia na ścianie kaplicy odsłonięto płaskorzeźbioną tablicę upamiętniającą działacza narodowego i mistrza krawieckiego Wojciecha Samarzewskiego, również autorstwa Gerarda Grzywaczyka.
25 maja 2009 roku kaplica została wpisana do rejestru zabytków nieruchomych województwa śląskiego. W 2016 roku kończono renowację kaplicy.

## Architektura
Kaplica została wzniesiona z cegły na terenie cmentarza w stylu neogotyckim. We wnętrzu świątyni znajdują się freski (malowidła na suficie, pochodzące z końca XIX wieku, odkryte podczas remontu świątyni). Na zewnętrznych ścianach budynku zamieszczono trzy tablice pamiątkowe poświęcone: Rainholdowi Tomaszowi Dominowi, działaczce oświatowej i narodowej Petroneli Golaszowej oraz działaczowi narodowemu i mistrzowi krawieckiemu Wojciechowi Samarzewskiemu, którzy zostali pochowani na terenie tegoż cmentarza. Przy kaplicy znajdują się dwa zniszczone nagrobki wykonane z wykorzystaniem galwanotechniki.

## Galeria

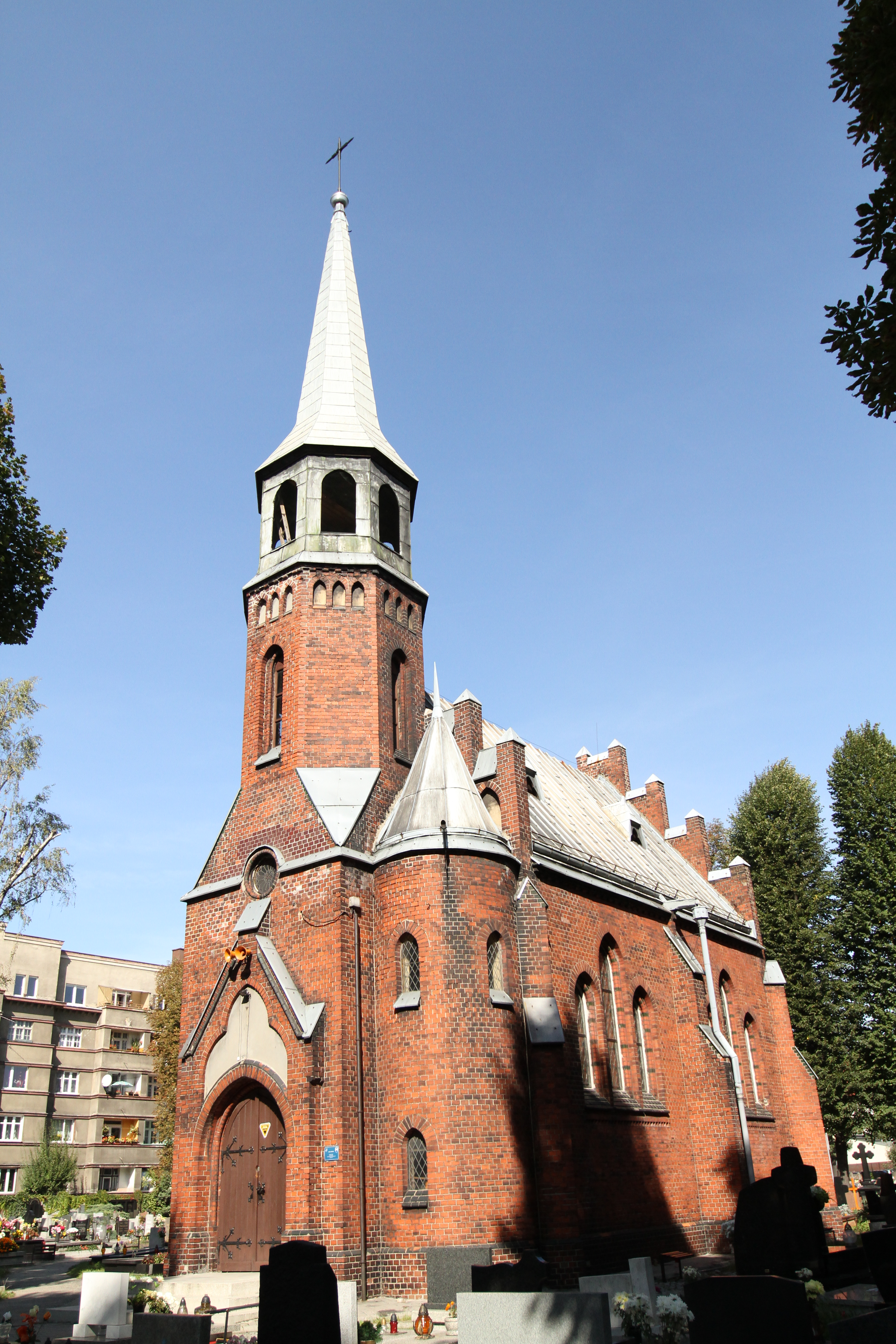
Kaplica od południa (2011)
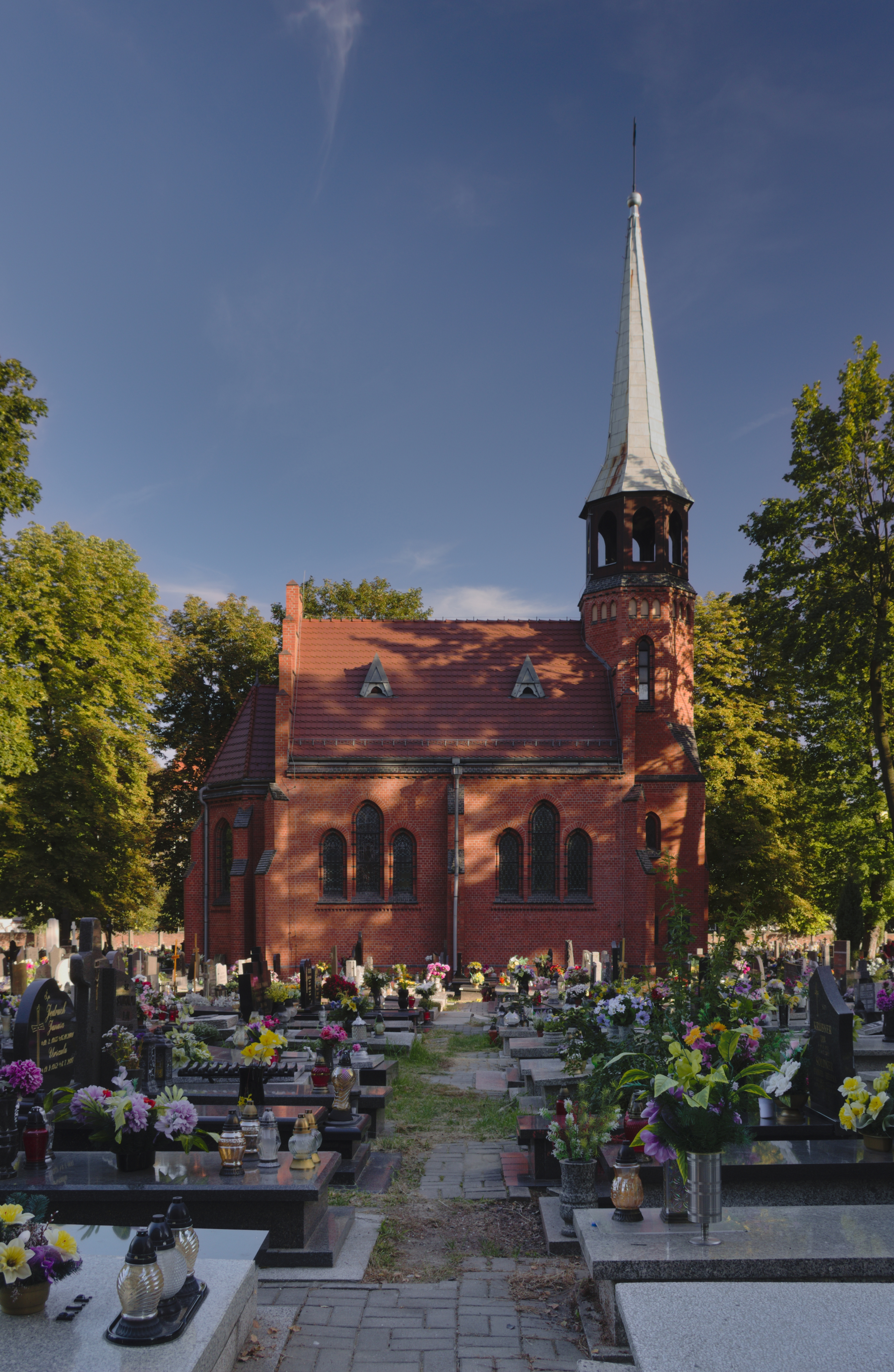
Elewacja północno-zachodnia (2020)
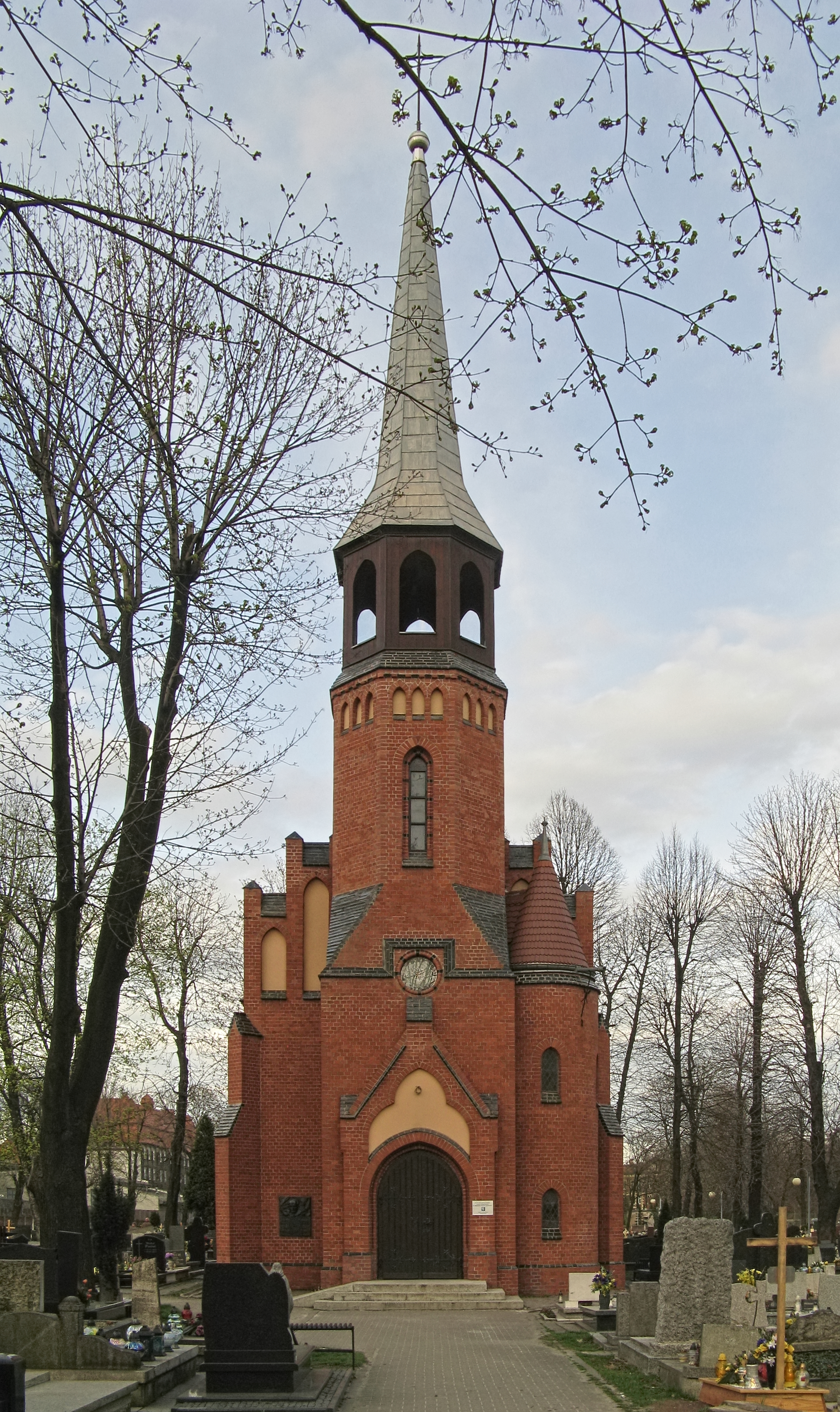
Fasada kaplicy po renowacji (2018)
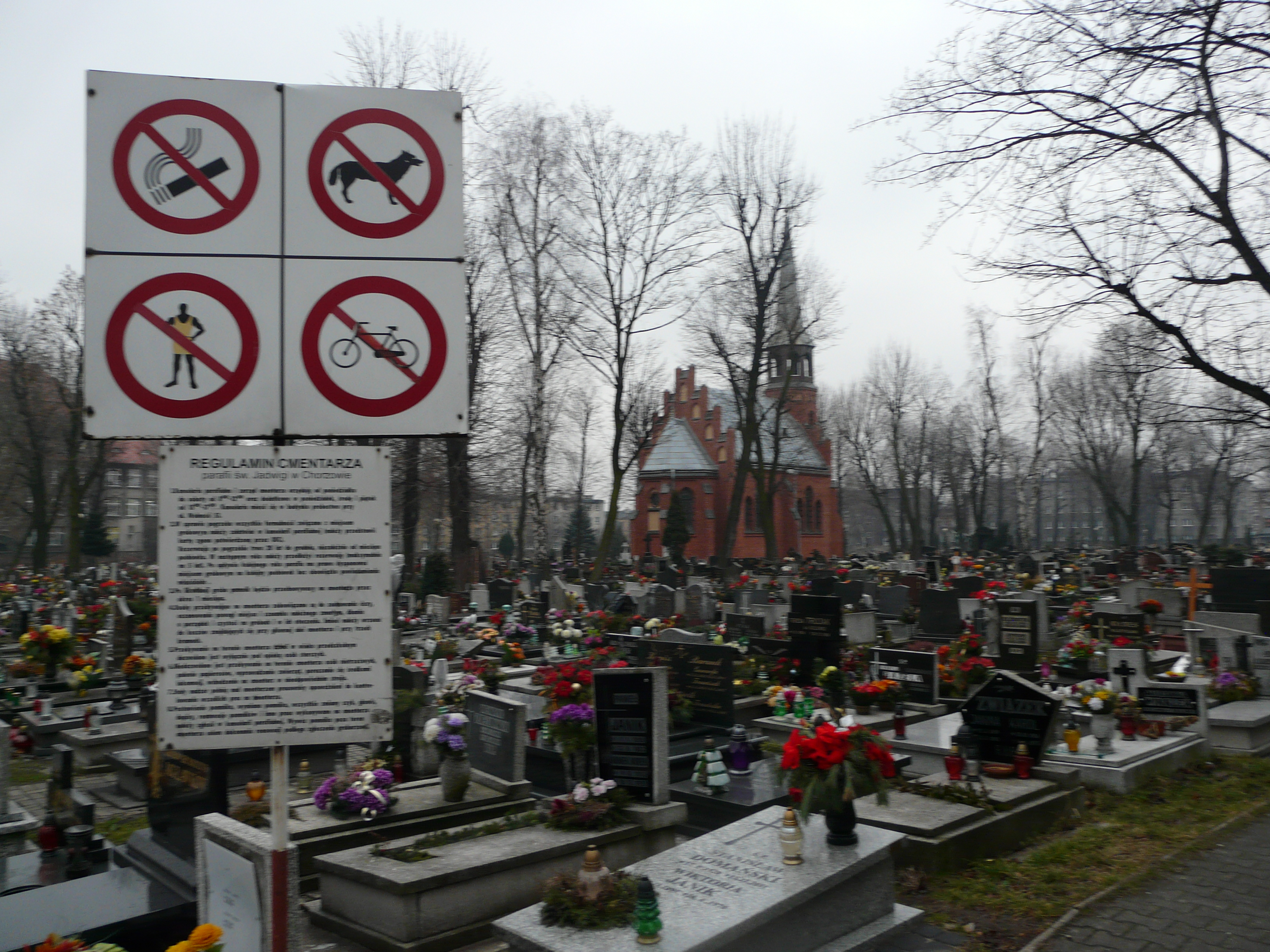
Kaplica widziana od północnego wschodu (2014)
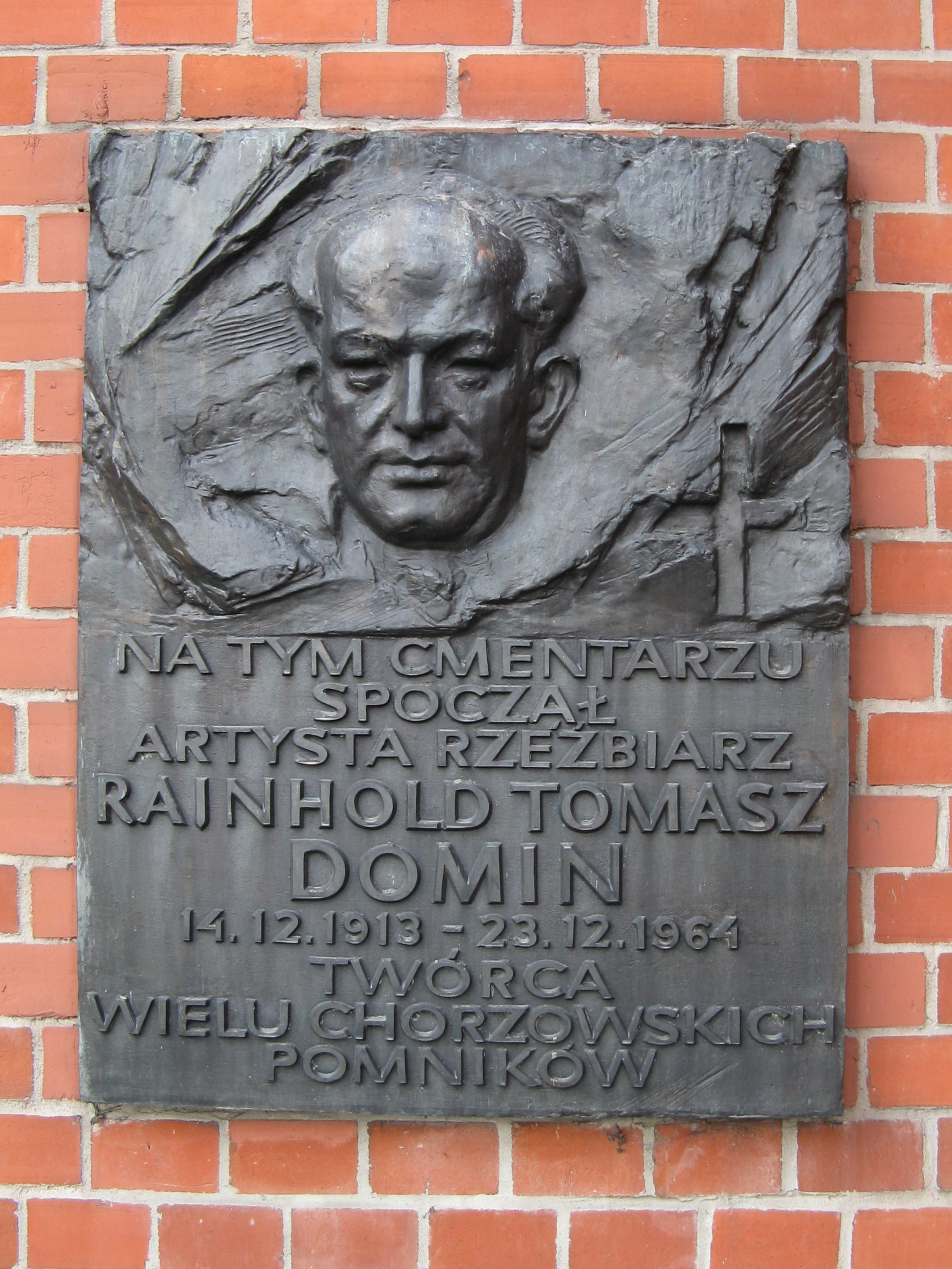
Epitafium Rainholda Domina (2018)
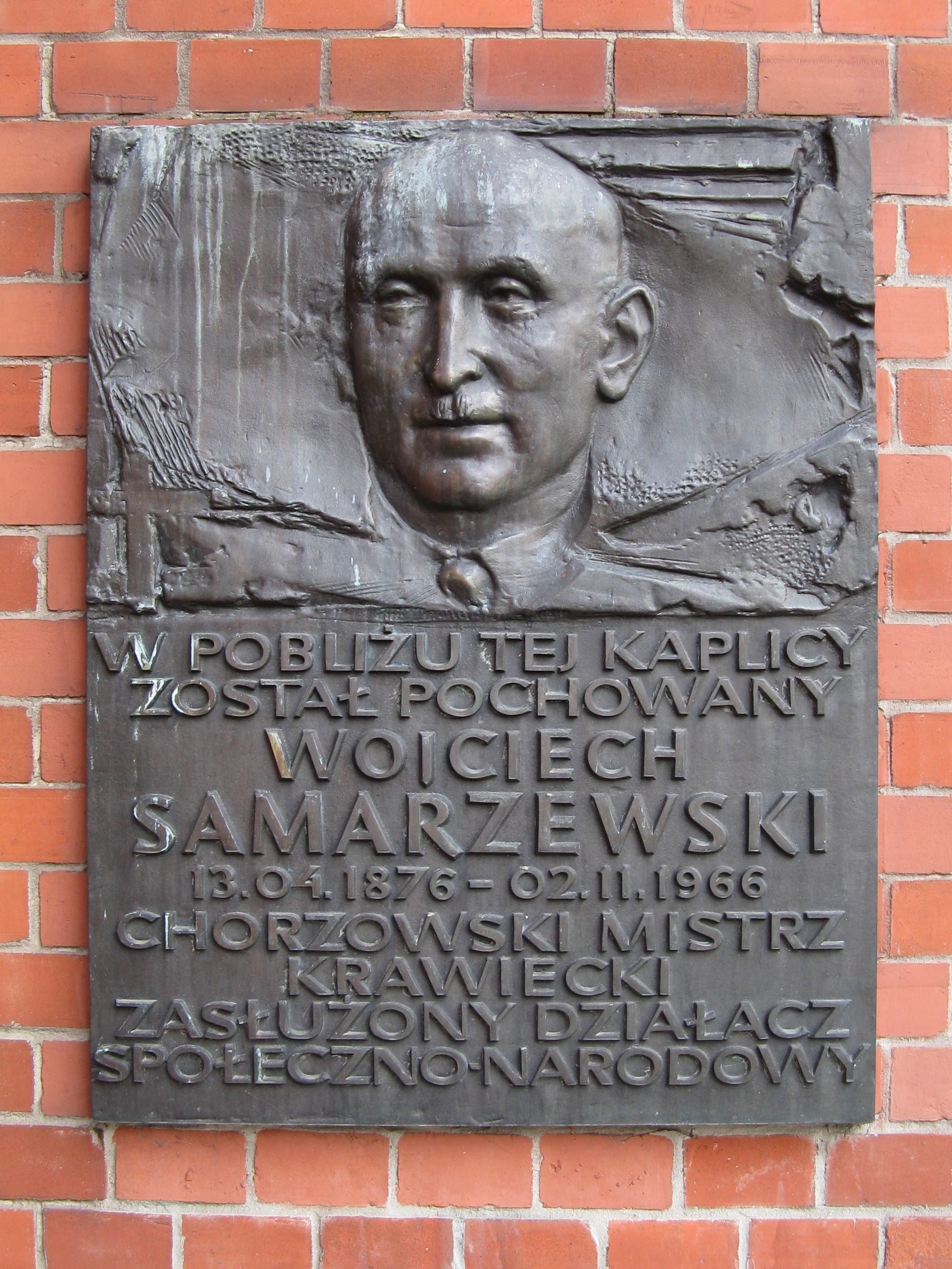
Epitafium Wojciecha Samarzewskiego (2018)
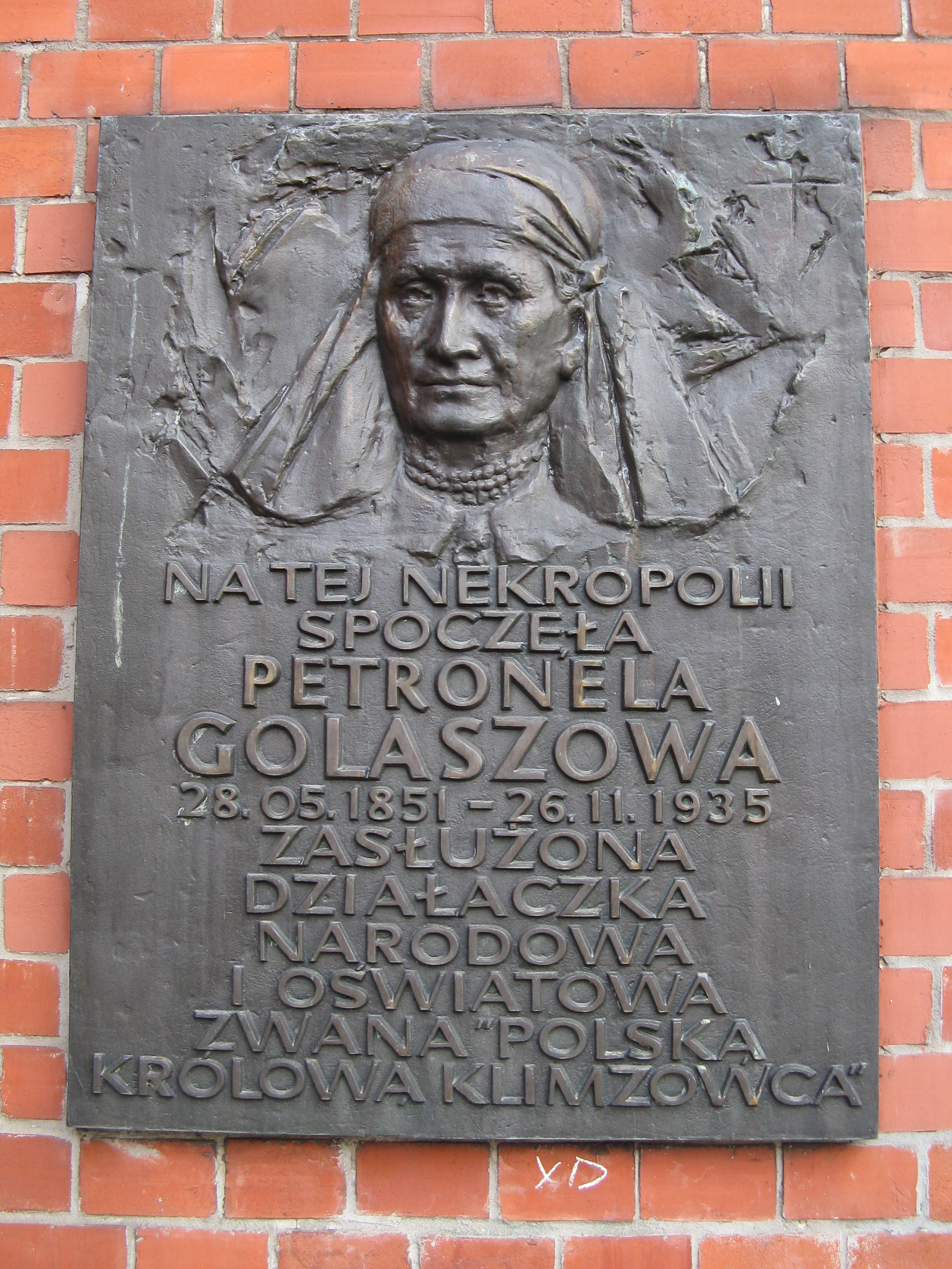
Epitafium Petroneli Golaszowej (2018)